# Kerk van Lellens

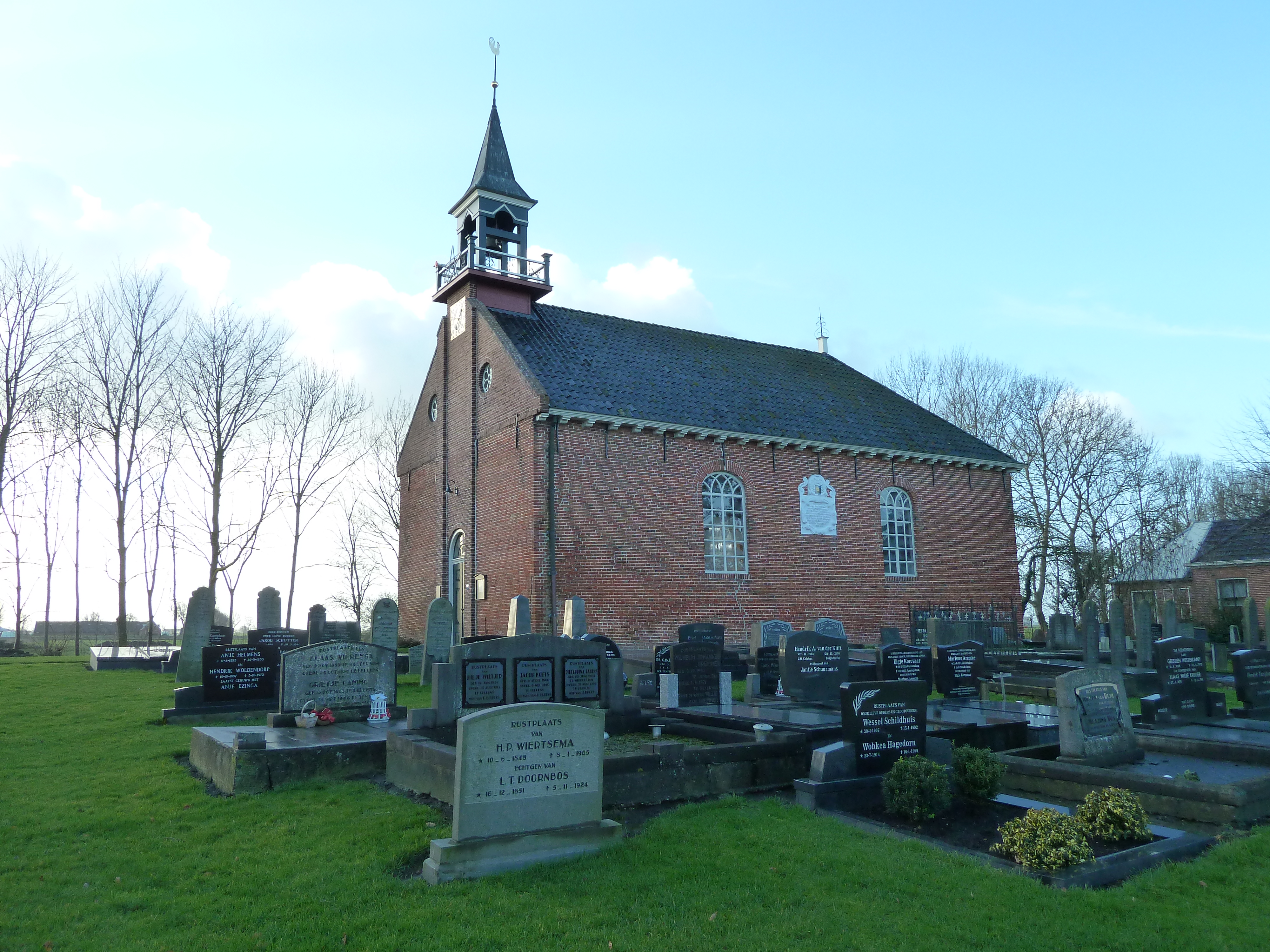
Kerk van Lellens

De kerk van Lellens is een kerkgebouw van de Nederlandse Hervormde Kerk in het dorp Lellens, in de gemeente Groningen.

## Beschrijving
De kerk is in 1667 bij de oprijlaan van de borg Huis te Lellens gebouwd, in opdracht van jonker Hillebrant Gruys, de eigenaar van de borg.
De kerk is een zaalkerk met een opengewerkte dakruiter waarin zich een klok met mechanisch torenuurwerk bevindt, die waarschijnlijk is vervaardigd in 1668. Het gebouw staat op een verhoogde begraafplaats, die grenst aan de noordzijde van de kerk en ongeveer honderdvijftig namen herbergt.
Binnen in de kerk hangt een preekstoelkuip uit de 17e eeuw, met een klankblad en een eenvoudige trap. In het koor staan twee herenbanken uit de 17e en 18e eeuw, waarvan één overhuifd. Het orgel stamt uit het begin van de 18e eeuw en is als kabinetorgel door Heinrich Hermann Freytag gebouwd. Geert Pieters Dik verbouwde het in 1860 tot kerkorgel.
De kerk van Lellens is een rijksmonument. Na enkele jaren van restauratie is de kerk op 3 september 2010 officieel weer in gebruik genomen. In tegenstelling tot veel andere historische kerken in de Groninger Ommelanden is het gebouw nog voor kerkdiensten in gebruik.

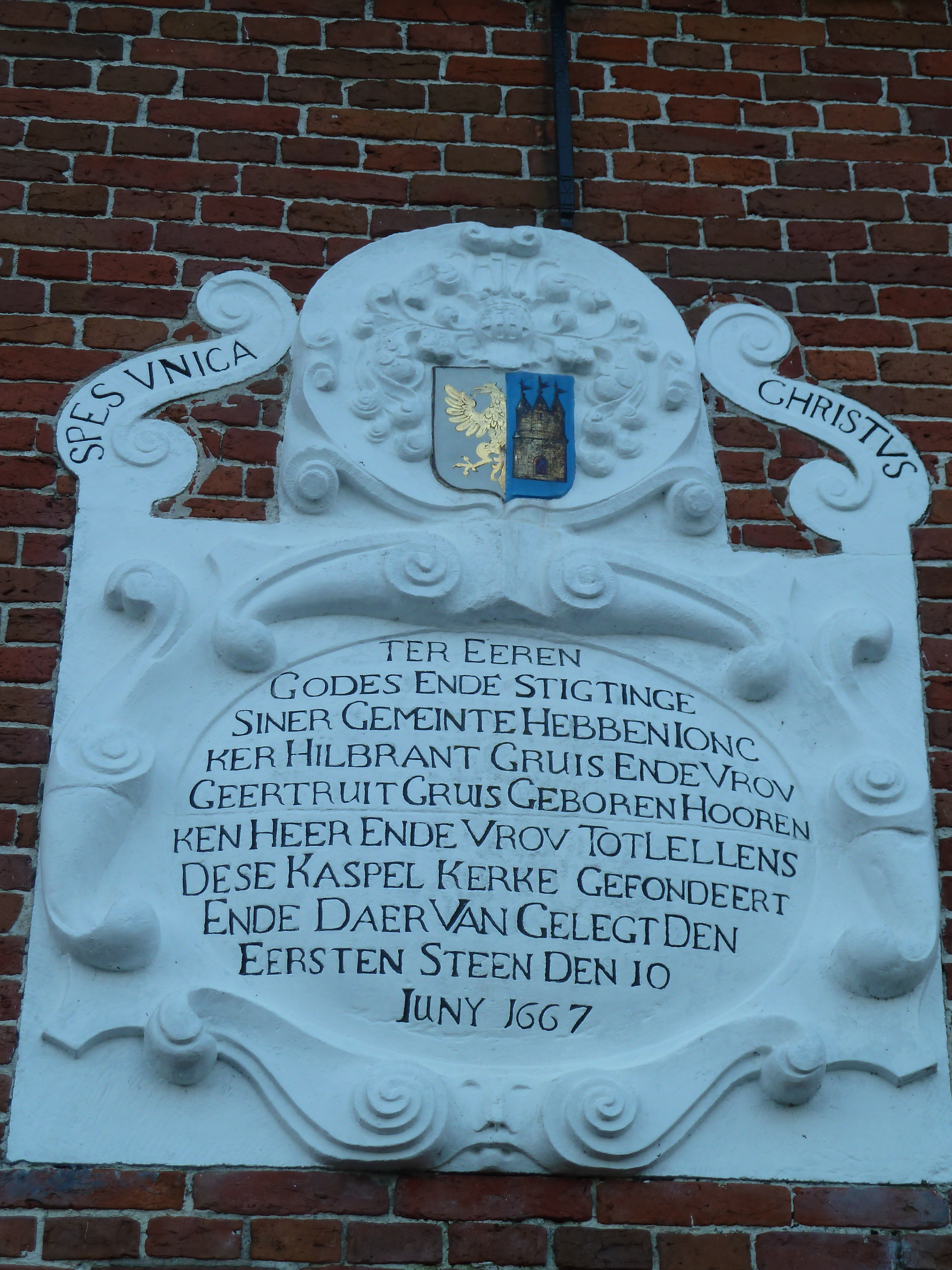
Gevelsteen ter herdenking van de legging van de eerste steen
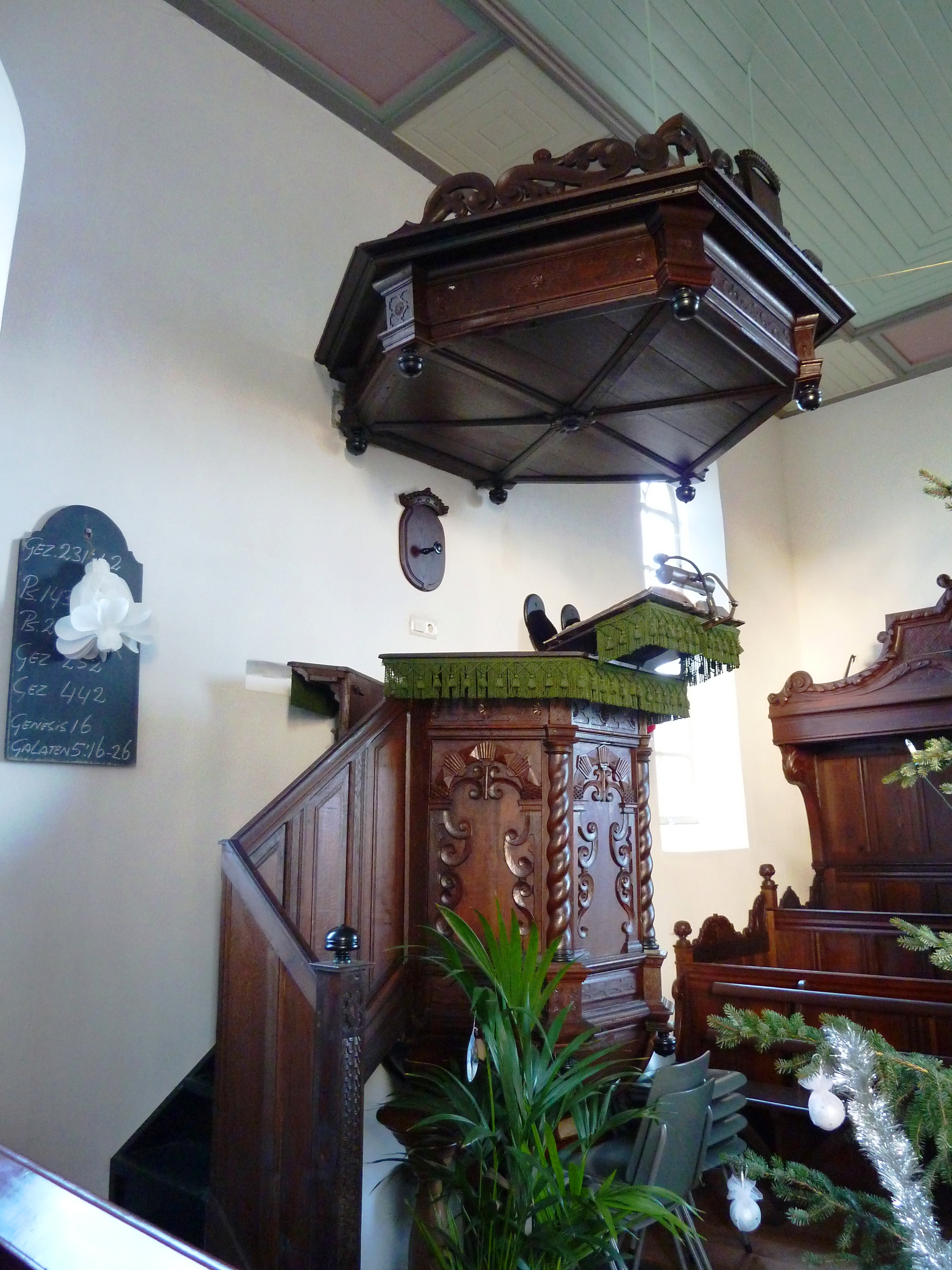
Preekstoel
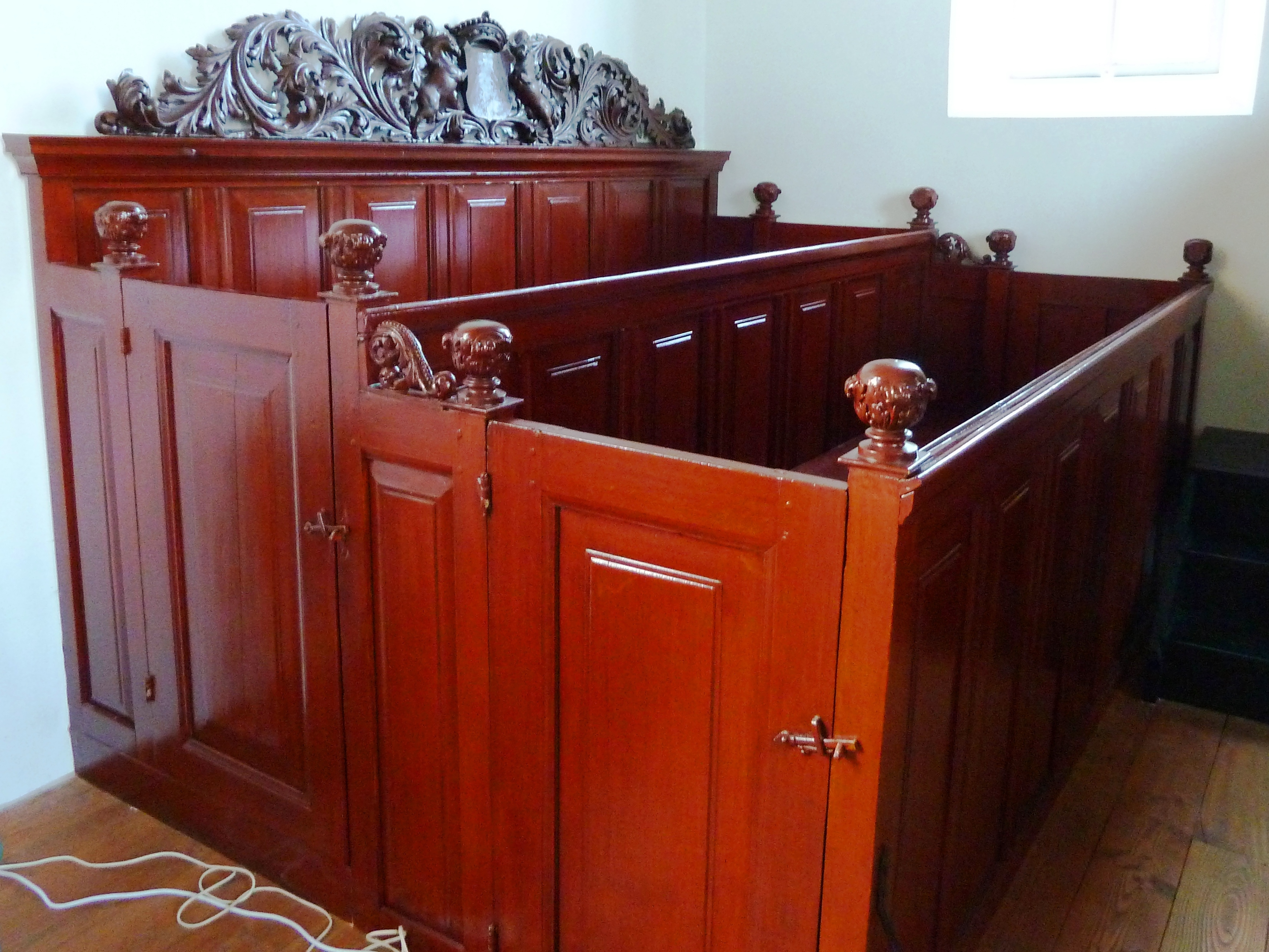
Herenbank links
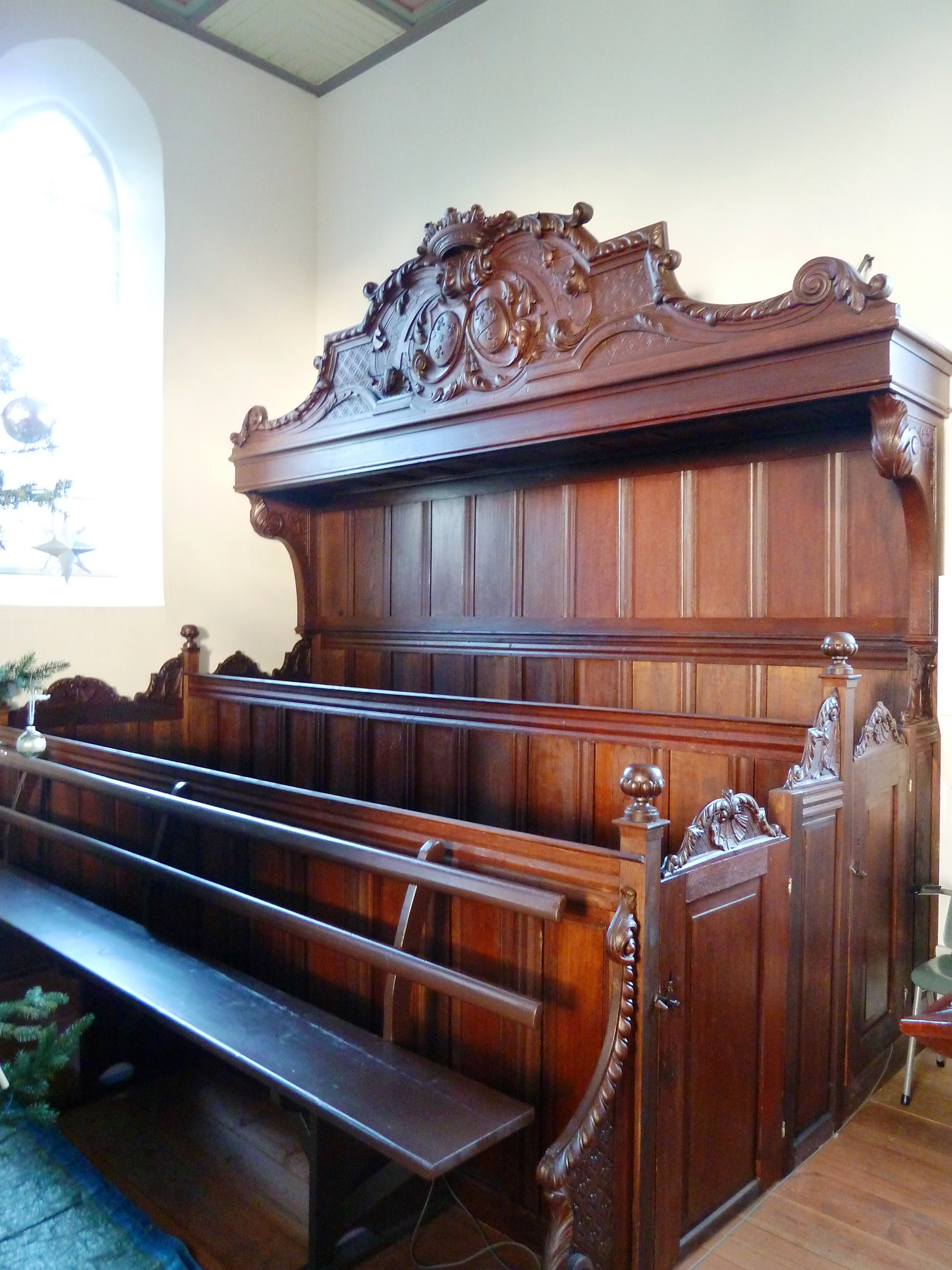
Overhuifde herenbank rechts
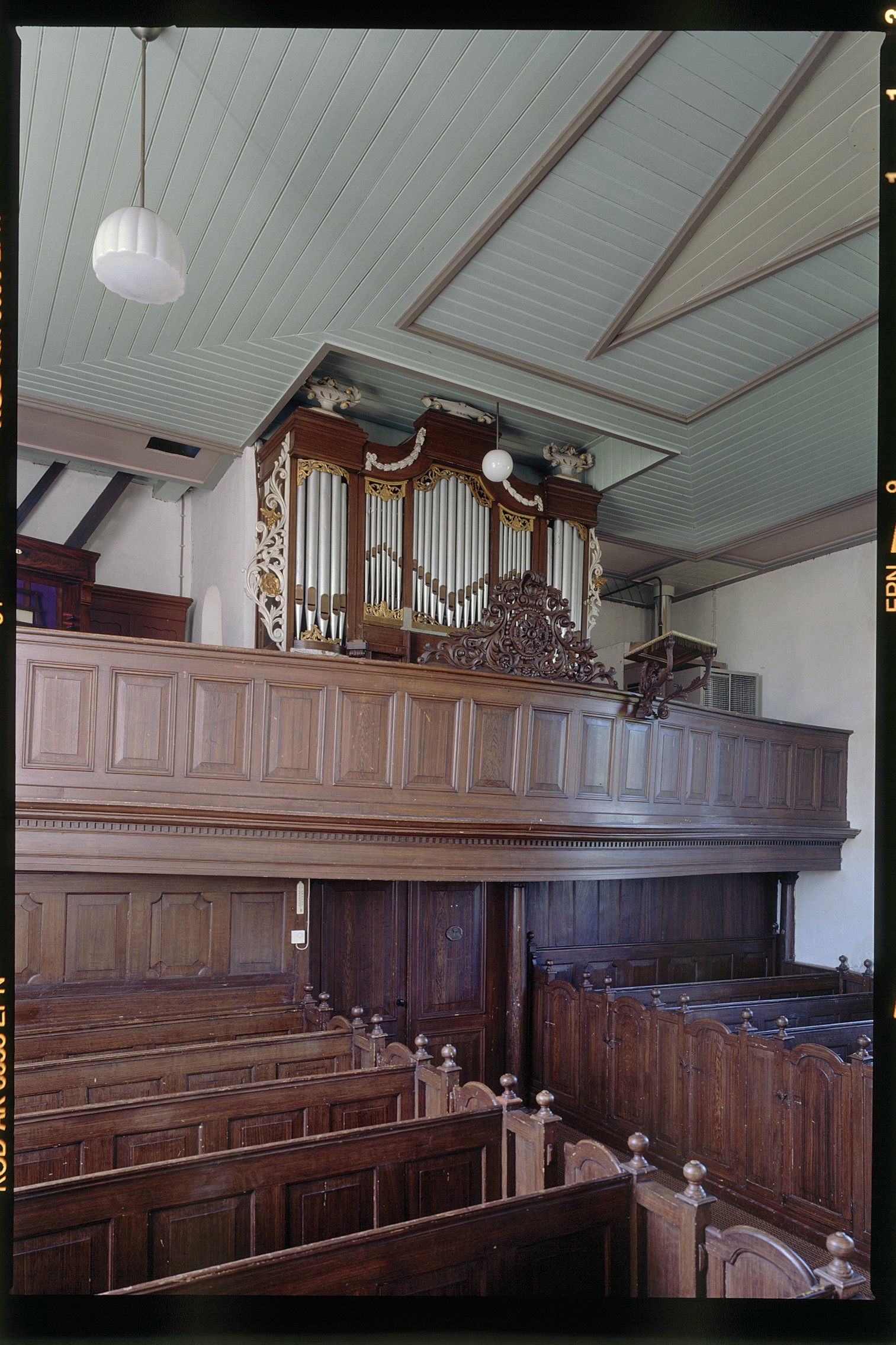
Freytag/Dik-orgel